# Квинт Туллий Цицерон Младший
Квинт Ту́ллий Цицеро́н (лат. Quintus Tullius Cicero; конец 67 или начало 66 года до н. э. — декабрь 43 года до н. э., Рим, Римская республика) — римский политический деятель, сын военачальника Квинта Туллия Цицерона, племянник оратора Марка Туллия Цицерона и его друга Тита Помпония Аттика. Воспитывался вместе с двоюродным братом, Марком Цицероном Младшим. В начале гражданской войны вопреки желанию родных предложил свои услуги Гаю Юлию Цезарю, но был отвергнут (49 год до н. э.). Позже уехал к Гнею Помпею Великому, после его поражения снова встретился с Цезарем и добился помилования для себя и для отца. Занимал должность эдила в муниципии Арпинум в 46 году до н. э., стал членом римской жреческой коллегии луперков, принял участие во втором испанском походе Гая Юлия (45 год до н. э.). После убийства диктатора примкнул к республиканцам. В 43 году до н. э. был включён в проскрипционный список и убит вместе с отцом.
Основной источник данных о Квинте — письма Марка Цицерона. Отношения между племянником и дядей были сложными: Марк не одобрял переход Квинта к цезарианцам и его образ жизни, был уверен, что Квинт строит против него козни, называл племянника подлым человеком. Тем не менее в одной из своих филиппик оратор причислил Квинта к самым смелым защитникам Республики.

## Происхождение
Квинт Туллий принадлежал к римскому сенаторскому сословию. Его предки были родом из Арпина, небольшого города в землях вольсков на юге Лация, жители которого обладали римским гражданством со 188 года до н. э. К началу I века до н. э. Туллии, носившие когномен Цицерон (согласно Плутарху, от слова «горох», лат. Cicero), были состоятельными людьми и принадлежали к римскому всадничеству. Дядя и отец Квинта, Марк и Квинт соответственно, перебрались в Рим, где сделали карьеру. Первый благодаря выдающемуся ораторскому таланту продвинулся до консулата (63 год до н. э.), второй был в первую очередь военачальником, а вершиной его карьеры стала претура 62 года до н. э.
Женой Квинта-старшего, родившей ему единственного сына, была Помпония — сестра богатого всадника Тита Помпония Аттика.

## Биография

### Ранние годы
Точная дата рождения Квинта Туллия неизвестна. Беременность Помпонии упоминает Марк Туллий в своём письме Аттику, которое датировано маем 67 года до н. э.; соответственно ребёнок должен был родиться либо в конце 67 года, либо в начале следующего, примерно на год раньше, чем его кузен Марк (впоследствии Квинт-младший и взрослую тогу надел на год раньше, чем двоюродный брат).
Основным источником, рассказывающим о жизни Квинта, являются письма его дяди по отцу. В течение всех 60-х и 50-х годов до н. э. братья Цицероны были в очень хороших отношениях, а потому Марк-старший и к племяннику относился с теплом и любовью. Во многих письмах к брату он называет Квинта-младшего «мой Цицерон» или «наш Цицерон». Квинт-старший подолгу отсутствовал в Риме: в 61—58 годах до н. э. он находился в Азии, в 56—55 — на Сардинии, в 54—52 — в Галлии. Ребёнка воспитывали в первую очередь мать и её брат Аттик, в меньшей степени — Марк Цицерон. В письмах последнего сообщается о детских болезнях Квинта, о его первых словах, о сходстве ребёнка с отцом, о его любви к Аттику, об озабоченности (в 56 году до н. э.) ссорами между Помпонией и женой Марка Теренцией.
Когда мальчику исполнилось двенадцать, Марк Цицерон взял на себя контроль над его образованием. Квинт учился вместе с двоюродным братом, и Марк с одобрением отзывался о стараниях двух подростков. «Беспокоиться о его образовании у тебя нет никаких оснований, — написал он брату в сентябре 54 года до н. э., — ибо ты знаешь его способности, а я вижу прилежание». При этом Цицерон отмечал «непостоянство ума» Квинта-младшего и признавал, что руководить племянником — «достаточный труд» (май 50 года до н. э.). Квинт находился в зависимости от матери, очень страдал из-за постоянных размолвок между родителями (например, в 50 году до н. э. возникла опасность развода). Квинт-старший чувствовал себя виноватым перед сыном и поэтому позволял ему слишком многое. Марк был уверен, что отцовская мягкость во многом испортила Квинта-младшего.
В 51 году до н. э. Марк стал наместником провинции Киликия, а его брат — легатом при нём. Оба представителя младшего поколения Цицеронов отправились вместе с отцами на Восток. Пока старшие Туллии командовали боевыми действиями в районе горы Аман, младшие находились в Галатии, у местного правителя Дейотара. В начале 50 года до н. э. Дейотар привёз юношей в Лаодикею, к Марку; там последний по поручению брата провёл обряд облачения Квинта-младшего во взрослую тогу. Это событие, символизировавшее вступление юноши во взрослую жизнь, произошло в день Либералий, 17 марта.

### Начало взрослой жизни
Цицероны вернулись в Италию в конце 50 года до н. э. (известно, что в пути по просьбе Туллиев-младших была сделана остановка на Родосе). Вскоре, в январе 49 года до н. э., началась гражданская война между Гаем Юлием Цезарем и Гнеем Помпеем Великим, в которой старшие Квинт и Марк в составе сенатского большинства поддержали Помпея. Сыновей они хотели отправить в Грецию, подальше от театра боевых действий. Однако из-за слишком быстрого продвижения цезарианской армии пути на восток оказались перерезаны, и Цицероны поселились на время на семейной вилле под Формиями. Между тем Квинт-младший считал себя достаточно взрослым, чтобы принимать самостоятельные политические решения: он решил встать на сторону Цезаря, а потому в апреле отправился в Рим и там встретился сначала с Авлом Гирцием (ближайшим доверенным лицом Гая Юлия), а потом и с самим Цезарем. Последний расспрашивал его о намерениях Марка Цицерона, но, по-видимому, ничего не смог выяснить.
По словам Марка, Квинтом двигали «жадность и расчёты на большую раздачу денег». Вероятно, юноша рассчитывал получить богатую награду и обрести за счёт этого независимость, но его расчёты не оправдались: столь молодой и совершенно неопытный человек не представлял собой какой-либо ценности для цезарианской партии. Вскоре Квинт вернулся к родным, которые были шокированы его поступком. Отец, как всегда, оказался довольно снисходительным и вскоре простил сына. Дядя же в письме Аттику заявил, что за всю жизнь с ним «не случалось ничего более горького», чем предательство племянника, и пожаловался на чрезмерную терпимость брата. У Марка остались определённые подозрения, так что спустя три недели он попросил друга: «Ты всё-таки как-нибудь изорви те письма, в которых я о нём [Квинте] писал более резко, чтобы когда-либо не выявилось чего-нибудь; я сделаю с твоими то же».
7 июня 49 года до н. э. Цицероны смогли, наконец, отплыть из италийской Гаэты на восток. На Балканах они присоединились к армии Помпея. Марк-младший стал офицером, и Квинт-младший, возможно, тоже (точных данных об этом в сохранившихся источниках нет). После фарсальского разгрома (август 48 года до н. э.) Туллии в числе других беглецов оказались на Керкире, а оттуда уехали в Патры, отказавшись от дальнейшего участия в гражданской войне. Марк-старший вскоре получил от Цезаря разрешение вернуться в Италию. Квинты остались в Патрах, причём попали в опасное положение: помилование от Гая Юлия они не получили, его полководец Квинт Фуфий Кален приближался к городу во главе армии, так что у Цицеронов были причины для страха за свою жизнь. Квинт-младший снова поехал к Цезарю — на этот раз с разрешения отца. Через Самос он добрался в конце декабря 48 года до н. э. до Эфеса, там долго ждал Гая Юлия, задержавшегося в Александрии, а в мае 47 года до н. э. поехал в Антиохию. Там Квинту удалось, наконец, встретиться с Гаем.
Обо всём этом известно со слов Марка Цицерона, находившегося в то время в Брундизии в состоянии полной неопределённости. Марк был очень обеспокоен: он писал Аттику о «подлости» племянника, готового свалить на него всю вину за поддержку семьёй Помпея, о том, что Квинт-старший направил сына к Цезарю не только с просьбой о помиловании, но и с обвинениями в адрес брата. Квинт-младший рассказывал знакомым, что он «злейший враг» своего дяди, и даже показывал обличающую Марка книгу, которую планировал передать Цезарю. Однако позже выяснилось, что в его разговоре с диктатором Марк вообще не упоминался; Квинт без труда получил для себя и для отца помилование и разрешение вернуться в Рим.
Осенью 47 года до н. э. в Италии произошло воссоединение и внешнее примирение всех Цицеронов. Марк добился для племянника должности эдила в муниципии Арпинум (на родине Туллиев) на 46 год до н. э. Позже Квинт стал членом жреческой коллегии луперков, восстановленной Цезарем; известно, что отец новоявленного жреца очень радовался этому назначению, а дядя считал такую радость безумием. В 45 году до н. э. Квинт отправился в составе цезарианской армии в Испанию воевать с сыновьями Помпея. В источниках упоминаются (без подробностей) грозившие ему в этом походе опасности и совершённые им подвиги, а также обвинения в адрес дяди, которые Цицерон озвучивал в кругу новых друзей. «[Квинт] повсюду неистовствует и больше всего на обедах, — написал Марк Аттику 2 августа 45 года до н. э., — и много обо мне и снова переходит к отцу. Однако он ничего не говорит с такой уверенностью, как то, что мы крайне враждебны Цезарю, что доверять нам не следует, а меня даже следует остерегаться». Об этих обвинениях Марку сообщали другие участники похода: Публий Корнелий Долабелла (намёками), Луций Корнелий Бальб Младший (более ясно) и Гай Азиний Поллион (с максимальной прямотой). Марк, по его словам, «перенёс бы это тяжело, если бы было место для нового огорчения».
Накануне возвращения в Рим Квинт написал дяде письмо с оправданиями, но оно только ухудшило ситуацию. Марк делился своими переживаниями по этому поводу с Аттиком, спрашивая, как ему быть: открыто ли ему «презирать и отвергнуть этого человека» или действовать «хитрыми обманами»; второе, по его мнению, больше соответствовало бы обстоятельствам дела. Известно, что открытый разрыв между двумя Цицеронами не произошёл. В декабре 45 года до н. э. Квинт навестил дядю на его вилле под Тускулом и рассказал о сложной ситуации, в которой оказался: он был намерен участвовать в парфянском походе Цезаря, но не имел денег на дорогу, к тому же из-за долгов его отъезд из Рима выглядел бы позорно. Цицерон находился тогда в ссоре со вторым дядей, Аттиком, и очень хотел с ним помириться; ради этого он был готов до похода жениться, как предлагали дядя и мать.
Вскоре после этого Квинт-старший и Помпония развелись. Квинт-младший встал на сторону матери, хотя до этого был настроен против неё; он упрекал отца в развале семьи и выступал против его планов новой женитьбы на некой Аквилии.

### Гибель
Парфянский поход не состоялся из-за убийства Цезаря заговорщиками (15 марта 44 года до н. э.). В первые месяцы после этого события Квинт принадлежал к окружению главы цезарианской партии Марка Антония и подчёркивал свою верность убитому. Однако в июне он сообщил отцу и дяде, что намерен перейти на сторону республиканцев Марка Юния Брута и Гая Кассия Лонгина. «Я теперь хочу понять это, — писал Марк Цицерон Аттику, — что это такое, — не могу объяснить; он может быть сердит на Антония за что-либо; может искать уже новой славы; всё может быть болтовнёй и, бесспорно, так оно и есть…». Позже Квинт рассказал отцу, что из уважения к нему покинул Антония, открывшего ему своё намерение стать диктатором. «Видел ли ты более явного бездельника?» — спросил в связи с этим Марк Аттика.
Теперь Квинт вёл себя как убеждённый республиканец. Дядя познакомил его с Брутом, и тот приветствовал младшего Цицерона как товарища и единомышленника. Квинт не последовал за убийцами Цезаря на Восток: он остался в Риме, чтобы добиться одной из магистратур на 43 год до н. э. Дядя упомянул его в своей третьей филиппике как одного из самых смелых противников Антония и сторонников Республики (декабрь 44 года до н. э.). Квинт не упоминается в источниках в течение целого года после этого, когда в Италии происходили крайне важные события: Антоний заключил союз с приёмным сыном Цезаря Октавианом и Марком Эмилием Лепидом, совместно эти трое политиков добились объявления убийц Цезаря вне закона и составили проскрипционные списки из имён людей, за убийство которых полагалась награда. В этих списках оказались все четверо Цицеронов.
Туллии находились под Тускулом, когда узнали о публикации списков. Было решено ехать в приморское имение Астура, а оттуда плыть в Македонию, которую контролировал тогда Марк Юний Брут. Однако Квинта-старшего беспокоило то, что он не успел взять из дома нужные в дороге вещи; поэтому он решил поехать вместе с сыном домой, взять всё необходимое и встретиться с остальными на побережье. Дома Туллиев выдали собственные рабы. Согласно Аппиану, когда пришли убийцы, Квинт-старший попросил «умертвить его ранее сына, а так как сын обращался с противоположной просьбой, убийцы сказали, что уладят их спор, и, разбившись на две группы, умертвили их, по данному знаку, обоих одновременно».

### Семья
Квинт Туллий не успел вступить в брак. В одном из писем его дяди, датированном 8 или 9 августа 45 года до н. э., упоминаются планы женитьбы на Геллии Кане — дочери друга Аттика Квинта Геллия Кана. Цицерон долго колебался, к декабрю был готов уступить уговорам матери и Аттика и жениться, но это намерение осталось нереализованным.